# 阿波羅 (喬治亞州)
阿波羅（英語：Appolo）是位於美國喬治亞州普特南縣的一個鬼鎮。由於此地已於1955年被荒廢，本地已無人居住。

## 地理
阿波羅的座標為33°21′55″N 83°31′40″W / 33.36528°N 83.52778°W，而該地的平均海拔高度為187米（即614英尺）。